# Roč
Pour les articles homonymes, voir ROC.
Roč (en italien : Rozzo) est une localité de Croatie située en Istrie, dans la municipalité de Buzet, dans le comitat d'Istrie. En 2001, la localité comptait 146 habitants.

## Histoire
Roč est mentionné pour la première fois en 1064.

## Démographie
| 1948 | 1953 | 1961 | 1971 | 1981 | 1991 | 2001 |
| ---- | ---- | ---- | ---- | ---- | ---- | ---- |
| 149  | 139  | 157  | 162  | 161  | 178  | 146  |